# L'Aiglon (film 1931)
L'Aiglon è un film muto del 1931 diretto da Viktor Turžanskij, trasposizione cinematografica dell'omonima commedia di Edmond Rostand. Ne venne realizzata lo stesso anno una versione in tedesco intitolata Der Herzog von Reichstadt, sempre diretto da Turžanskij ma con un diverso cast.

## Trama
Gli amici incoraggiano l'Aiglon, ovvero Napoleone II di Francia, ex imperatore di Francia esiliato a Schönbrunn, a tornare in Francia dove la gente lo sta aspettando ma muore pochi mesi dopo, sognando suo padre, di cui nessuno gli parla più, e un grande esercito.